# Njegoševo
Njegoševo (ćir.: Његошево, mađarski: Istenáldás) je naselje u općini Bačka Topola u Sjevernobačkom okrugu u Vojvodini.

## Stanovništvo
U naselju Njegoševo živi 632 stanovnika, od čega 504 punoljetnih stanovnika s prosječnom starosti od 43,2 godina (41,9 kod muškaraca i 44,5 kod žena). U naselju ima 222 domaćinstva, a prosječan broj članova po domaćinstvu je 2,82.
Prema popisu iz 1991. godine u naselju je živjelo 635 stanovnika.
| Etnički sastav 2002. |            |        |
| Narod                | Stanovnika | %      |
| Srbi                 | 540        | 85,44% |
| Mađari               | 58         | 9,17%  |
| Jugoslaveni          | 20         | 3,16%  |
| Hrvati               | 5          | 0,79%  |
| Crnogorci            | 4          | 0,63%  |
| nepoznato            | 0          | 0,00%  |

| broj stanovnika | 1606  | 1135  | 1090  | 923   | 752   | 635   | 632   |
|                 | 1948. | 1953. | 1961. | 1971. | 1981. | 1991. | 2001. |

## Vanjske poveznice
- Karte, položaj vremenska prognoza  Arhivirana inačica izvorne stranice od 16. siječnja 2009. (Wayback Machine)
- [neaktivna poveznica]